# 朱楨
朱 楨（しゅ てい、至正24年3月3日（1364年4月5日）- 永楽22年2月22日（1424年3月22日））は、明の皇族。

## 概要
初代皇帝である朱元璋（洪武帝）の六男。生母は胡充妃。第3代皇帝である永楽帝の異母弟。
生まれた年に朱元璋が武昌を落とすと、すぐに楚王に封じられた（正式な就任は洪武3年（1370年）である）。洪武14年（1381年）に任地に赴任する。朱楨は文化人として優れ、多くの著作を残している。永楽帝の治世になると、右宗人に任命され、永楽元年（1403年）に宗正に任命された。また思州における少数異民族の反乱平定で功績があった。永楽22年（1424年）に61歳で死去し、「昭」と諡された。